# Teófilo Cruz
Teófilo Cruz Downs (ur. 8 stycznia 1942 w Santurce, zm. 30 sierpnia 2005 w Trujillo Alto) – portorykański koszykarz, występujący na pozycji środkowego.
Podczas występów na New York University otrzymał oferty od New York Knickerbockers, Los Angeles Lakers oraz Kentucky Colonels (ABA).
Jest pierwszym zawodnikiem sportów drużynowych, który wziął udział w pięciu edycjach igrzysk olimpijskich. W późniejszych latach wynik ten wyrównali – Brazylijczyk Oscar Schmidt oraz Australijczyk Andrew Gaze.
W trakcie 25 lat występów w lidze portorykańskiej uzyskał 9512 punktów (16,3), 4672 zbiórki (8), 605 asyst.

## Osiągnięcia
Klubowe
- dwukrotny mistrz Portoryko (1962, 1968)[3]
- Wicemistrz:
  - Portoryko (1964)[3]
  - Hiszpanii (1966)
- Zdobywca Pucharu Belgii (1970)

Indywidualne
- czterokrotny MVP ligi portorykańskiej (1962, 1967, 1970, 1971)[2]
- 6-krotny Obrońca Roku ligi portorykańskiej (1964, 1966, 1969, 1970, 1971, 1972)[2]
- dwukrotny lider strzelców ligi portorykańskiej (1960, 1962)[2]
- Wybrany do:
  - FIBA’s 50 Greatest Players[4]
  - Galerii Sław FIBA (2007)[2]
- Odznaczony orderem Międzynarodowego Komitetu Olimpijskiego[2]
- Klub z Saturance zastrzegł należący do niego numer 13[1]

Reprezentacja
- Mistrz Ameryki Środkowej (1973)
- Wicemistrz:
  - igrzysk panamerykańskich (1959, 1971, 1975)
  - Ameryki Środkowej (1971, 1975)
- Uczestnik:
  - igrzysk:
    - olimpijskich (1960 – 13. miejsce, 1964 – 4. miejsce, 1968 – 9. miejsce, 1972 – 6. miejsce, 1976 – 9. miejsce)[2]
    - panamerykańskich (1959, 1967 – 5. miejsce, 1971, 1975)[1]
    - Ameryki Środkowej i Karaibów (1962, 1962, 1974)[1]

  - mistrzostw:
    - świata (1974 – 7. miejsce)[2]
    - Ameryki Środkowej (1971, 1973, 1975)[1]